# Bertil Lilljeforss
Bertil Eric Oscar Lilljeforss, född 9 november 1912 i Göteborgs Gustavi församling, Göteborgs och Bohus län, död 9 februari 1994 i Saltsjöbadens församling, Stockholms län, var en svensk sjökapten, jurist och assuransdirektör. Han var som sjökapten befälhavare på fullriggaren Lawhill, vice verkställande direktör för Försäkrings-AB Sirius samt grundare av Försäkrings-AB Sirius' Sjö- och Transportförsäkring.

## Utbildning
Lilljeforss avlade studentexamen vid Göteborgs högre realläroverk i maj 1931. År 1935 var han på språkstudier i Oxford i England och året därpå avlade han sjökaptensexamen vid Navigationsskolan i Göteborg. I september 1943 avlade Lilljeforss juris kandidatexamen vid Lunds universitet.

## Karriär

### Till havs
Lilljeforss praktiserade 1929 på HM Övningsbrigg Falken 1929 och efter studentexamen blev han sjökadett i juni 1931. Som kadett var han på sjöexpeditioner på Falken 1931, HM Pansarkryssare Fylgia 1931–1932, Fylgia igen 1932 samt HM Torpedkryssare Örnen 1932. Lilljeforss lämnade kadettskolan i oktober 1932. Lilljeforss var åren 1937–1939 styrman hos Rederi AB Transatlantic samt Svenska Lloyd. Lilljeforss har fört befäl över fullriggaren Lawhill runt det svårnavigerade ”Hornet” på vetetraden mellan Skandinavien och Australien. Detta gjorde honom kvalificerad att gå med i Kaphornklubben där han var aktiv medlem och vars logga fanns på hans dödsannons.
Lilljeforss var ordförande för Sjömannaföreningen i över tio år. Han var också styrelseledamot i Ångfartygs-Befälhavare-Sällskapet samt AB Endräkten. Lilljeforss var medlem i Neptuniorden.
Lilljeforss tjänstgjorde även i flottan med graden fänrik.

### Juridik och försäkring
1943 var Lilljeforss extra notarie vid Göteborgs rådhusrätt. Han flyttade sedan till Stockholm och 1944 blev han biträdande haverichef vid Försäkrings-AB Atlantica och tjänsteman hos Försäkrings-AB Fylgia. Lilljeforss gjorde karriär på Fylgia; 1945 blev han avdelningschef på dess sjöförsäkringsavdelning, 1949 blev han direktörsassistent och mellan åren 1952–1955 var han direktör på bolaget. Lilljeforss var försäkringsbolagets juridiska representant vid två stycken sjöförklaringar som involverade av Fylgia försäkrade fartyg. 1953–1955 var han också föreståndare för Nordiska Sjöförsäkringspoolens flygkontor. 1955 tog Lilljeforss över posten som biträdande direktör på Försäkrings-AB Sirius och 1961 blev han utsedd till direktör där. Lilljeforss ”livsprojekt” var Försäkringsaktiebolaget Sirius' Sjö- och Transportförsäkring som han grundade och sedan utvecklade som chef från 1956 till sin pension 1978. Lilljeforss blev sedermera utnämnd till vice verkställande direktör för Sirius.
Lilljeforss var ledamot i Sjöassuradörernas Förenings beredskapskommitté 1957–1962, varvskommitté 1964, kommittén för mindre kasko 1964 samt kommittén för större kasko 1965. Han var även suppleant för Sjöassuradörernas tekniska kommitté 1948–1955. Lilljeforss var också styrelsesuppleant för Nordiska Sjöförsäkringspoolen samt Transportförsäkringspoolen. 1955–1957 var han styrelseledamot för Svenska försäkringsföreningen där han varit medlem i sjöförsäkringsavdelningen sedan 1945. Han var även ordförande i föreningens sjögrupp år 1957.

## Familj

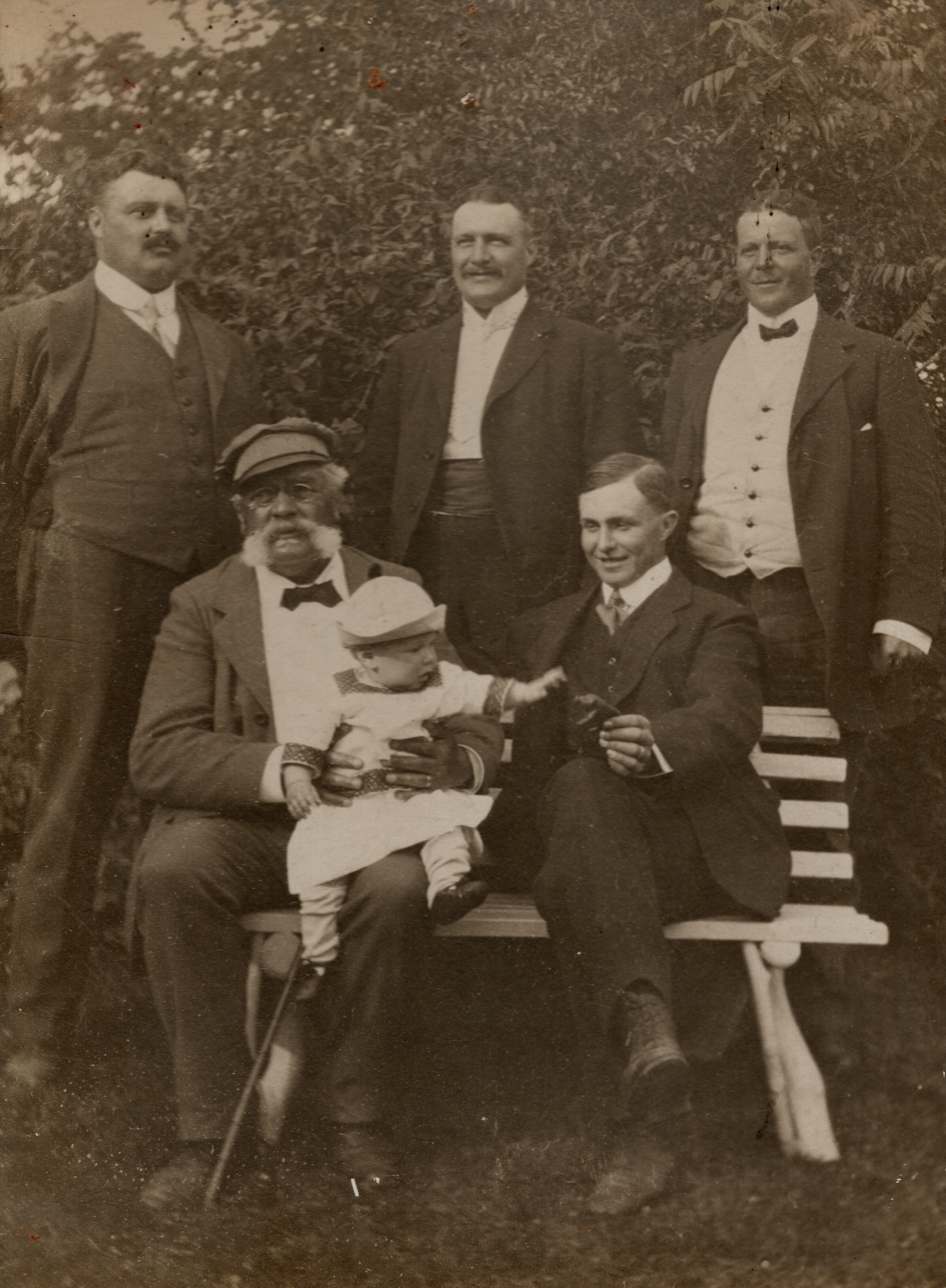
Bertil som tvååring i sin farfar Oscar Arvids knä. Bakre raden till vänster är hans far Eric och längst till höger hans farbror Uno, sommaren 1914.

Bertil Lilljeforss föddes som son till köpmannen Eric Lilljeforss (1878–1944) och Agda Lilljeforss, född Rossing (1886–1977). Hans farfar var tidningsdirektören Oscar Arvid Lilljeforss (1844–1925) och hans farbror var tidningsmannen Uno Lilljeforss (1884–1915). Lilljeforss gifte sig 28 april 1944 i Örgryte gamla kyrka i Göteborg med Ulla Lindholm (1916–1998), dotter till tandläkaren Elof Lindholm (1892–1944) och Ingegerd Lindholm, född Thorson (1892–1952). De fick tre döttrar och en son. Bertil Lilljeforss dog 81 år gammal i februari 1994. Han vilar på Skogö kyrkogårds minneslund tillsammans med sin hustru.